# Bahía Uribe
Die Bahía Uribe (spanisch) ist eine Bucht im Nordosten der Anvers-Insel im Palmer-Archipel westlich der Antarktischen Halbinsel. Sie liegt westlich des Kap Van Rijswijck und öffnet sich zum Schollaert-Kanal.
Chilenische Wissenschaftler benannten sie nach Admiral Luis Uribe Orrego (1847–1914), der am 21. Mai 1879 in der Seeschlacht von Iquique zur Besatzung der Korvette Esmeralda gehörte.